# 분신사바 시리즈
《분신사바 시리즈》는 한국, 중국, 홍콩 스릴러 제작과 기획, 공포 영화 시리즈이다.
- 《분신사바》 (2004년)
- 《분신사바 2》 (2014년)
- 《분신사바: 소녀의 저주》 (2015년)